# Sergiu Cioiu
Sergiu Cioiu (n. 7 octombrie 1940, Craiova, România) este actor, artist scenic, cântăreț și compozitor român, interpret a diferite cântece, aparținând a multiple stiluri muzicale, așa cum sunt jazz, swing, folk și chanson, pe care le-a fuzionat într-un mod cu totul personal și unic, adăugând adesea elemente de muzică populară veche și/sau lăutărească. Sergiu Cioiu este unul dintre foarte puținii interpreți români care au adus un farmec muzical aparte scenei interpretative românești amintind, printre alții, și de șansonetiștii francezi Edith Piaf și Yves Montand.
În România, Sergiu Cioiu s-a făcut cunoscut în anii timpurii 1960 ca un interpret unic al compozițiilor unor autori totali, așa cum au fost Alexandru Mandy, sau ale unor cântece scrise pe versurile glumeț-ironice ale unor poeți precum cele compuse pe versurile lui Marin Sorescu.

## Carieră muzicală
De-a lungul anilor 1960 și timpurii 1970, Sergiu Cioiu a interpretat, înregistrat și itinerat în diferite concerte, spectacole sau recitaluri atât în România cât și în străinătate cântecele scrise și compuse de Alexandru Mandy. Printre acestea se numără și Tripticul Brâncuși, compus din cântece având nume omonime sculpturilor monumentale ale lui Constantin Brâncuși din Târgu Jiu, "Coloana Infinitului", "Masa tăcerii", "Poarta sărutului", respectiv ulterior "Măiastra".
Alte cântece dintre cele compuse de Alexandru Mandy și interpretate de Sergiu Cioiu sunt "Glasul tău", "Cântecul vântului" și "Locul meu de pe pământ", care au obținut premii în interpretarea artistului la diferite ediții ale Festivalului de Creație și Interpretare de la Mamaia.
Sergiu Cioiu a fost, de asemenea, protagonistul unui film muzical care se referea la Ansamblul Monumental al lui Brâncuși, Tripticul, realizat de Paul Urmuzescu. Pelicula, realizată de redacția muzicală a Radio Televiziunii Române (RTV) la Târgu Jiu, a fost filmată în întregime în parcul care adăpostește cele trei lucrări ale sculptorului Constantin Brâncuși.